# Méglumine
La méglumine est une osamine dérivée du sorbitol. Elle est utilisée comme excipient en pharmacie et entre dans la composition de produits de contraste iodurés tels que le diatrizoate de méglumine et l'iodipamide (en) de méglumine.